# Comuna Severînivka, raionul Sumî, regiunea Sumî
Severînivka (în ucraineană Северинівка) este o comună în raionul Sumî, regiunea Sumî, Ucraina, formată din satele Hrîțenkove, Lîntvarivka, Mariivka, Nadearne, Perehrestivka, Severînivka (reședința), Sklearivka, Sofievka, Sokolîne, Vasiukivșciîna și Verbove.

## Demografie
Componența lingvistică a comunei Severînivka
     Ucraineană (95,39%)
     Rusă (3,82%)
     Alte limbi (0,53%)
Conform recensământului din 2001, majoritatea populației comunei Severînivka era vorbitoare de ucraineană (95,39%), existând în minoritate și vorbitori de rusă (3,82%).